# حلال (اسلام)
حلال عربی به پارسی روا  در اسلام به معنای مجاز و مقابل آن حرام به معنای غیر مجاز است.
اسلام به دو بخش تقسیم می‌شود:
اعتقادات،
احکام یا تشریعیات.
منظور ازاعتقادات ، اصول فکری و مبانی ایدئولوژیک است که باید با تفکر و تدبر به آن‌ها رسید مثل توحید و عدل و نبوت و امامت و معاد و...
اما منظور ازاحکام و تشریعیات مطالبی است که از طریق وحی بر پیامبر نازل شده و اطاعت از آن‌ها برای فرد معتقد به اسلام واجب است.
اسلام برای همه اعمال شیوه های حلال یا روا و حرام در نظر می گیرد.نوع کسب و کار و ارتباط زناشویی و نیایش نمونه هایی از آن اند

## مباحث مشمول حلال و حرام شامل
- خوردنی‌ها و آشامیدنی‌ها
- معاملات و کسب و کار
- ازدواج و طلاق
- ارتباط با مردم(اعم از خانواده و همسایگان و همشهریان و حکومت)
- ارتباط با طبیعت و حیوانات و محیط زیست
- جنگ و صلح

و خلاصه همه ابعاد زندگی انسان در قالب حلال و حرام در شرع دارای دستور است.

## چرم حلال
چرم حلال به چرمی گفته می‌شود که از پوست حیوانات حلال مانند گاو، گوسفند، شتر و مرغ ساخته شده است. در اسلام، برای ذبح حیوانات، شرایط خاصی وجود دارد که باید رعایت شود تا ذبح شرعی باشد. برخی از فقها، چرمی که از کشورهای غیر اسلامی وارد می‌شود را صرفا در صورتی پاک می‌دانند که فرد بداند، حیوانی که چرم از آن تهیه شده است ذبح شرعی شده و الا خرید و فروش آن را جایز نمی‌دانند. بنابراین، برای اطمینان از حلال بودن چرم، باید از منابع قابل اعتماد خرید کرده و از چرم‌های حلال استفاده کرد.
انواع چرم‌ها شامل چرم گاوی، چرم بوفالو، چرم خوک، چرم گوسفند، چرم کروکودیل، چرم مار، چرم گوزن، چرم نبوک، چرم فوتر و چرم ورنی هستند. همچنین، چرم‌ها بر اساس وزن و ضخامت آن‌ها به سه دسته سبک، سنگین و نیمه سنگین تقسیم می‌شوند. چرم سبک از پوست حیواناتی مانند بز و گوسفند تهیه می‌شود، چرم سنگین از پوست حیواناتی مانند گاو و گاومیش ساخته می‌شود و چرم نیمه سنگین از پوست حیواناتی مانند کروکودیل ساخته می‌شود.